# Marga Engel kocht vor Wut
Marga Engel kocht vor Wut ist eine deutsche Filmkomödie von Michael Günther aus dem Jahr 2003. Es handelt sich um den zweiten Film der dreiteiligen ARD-Reihe Marga Engel mit Marianne Sägebrecht in der Titelrolle einer bayerischen Köchin. Die deutsche Erstausstrahlung erfolgte am 17. Januar 2003.

## Handlung
Köchin Marga Engel ist nun bereits seit einem Jahr für den Immobilienmakler Siegfried Ohrmann tätig, der sie einst um ihr gebautes Haus betrog. Obwohl sie ihren neuen Chef nicht ausstehen kann, kocht sie für ihn, so gut es eben geht. Als sie jedoch mitbekommt, dass Ohrmann seine Frau Nele mit seiner Assistentin Sybille Gronius betrügt, gibt sie ihren Job auf. Sie argumentiert, dass sie eine anständige Frau wäre und daher auch nur für anständige Menschen kochen würde. Diese Geradlinigkeit führt nun aber auch dazu, dass sie sich eine neue Bleibe suchen muss, denn sie wohnte mit bei den Ohrmanns.
Der Zufall führt Marga Engel zu einem leerstehenden alten Gasthof. So könnte sie sich endlich ihren Traum von ihrem eigenen Gasthaus erfüllen, wo sie der „Herr“ ist. Zugleich könnte dies für sie und Nele Ohrmann, die ebenfalls das Haus ihres Mannes verlassen hat, zu einem neuen Zuhause werden. Gegenspieler ist jedoch ausgerechnet Siegfried Ohrmann, der für sein neustes Bauprojekt Platz braucht und diesen alten Gasthof dafür abreißen lassen will. Marga Engel ahnt von alldem jedoch nichts und feiert schon bald die Neueröffnung. Als Ohrmann sie von seinen Plänen in Kenntnis setzt, befürchtet sie, dass er auch hier, wie zuvor bei ihrem Haus, nicht aufgeben wird, bis er sein Ziel erreicht hat. Damit könnte sie recht behalten, denn Ohrmanns erste niederträchtige Aktion ist ein anonymer Anruf beim Ordnungsamt, das die angeblich verwahrloste Küche überprüfen soll. Dazu kauft er in einem Tiergeschäft Würmer, Kakerlaken und anderes ekliges Ungeziefer. Zu allem Überfluss lässt Ohrmann auch schon die Bagger anrücken, doch Frau Engel hat die richtige Idee zu einem Gegenangriff: Sie lässt alte Keramik auf der Baustelle verteilen, was einen sofortigen Baustopp zur Folge hat. Nach weiteren kleinen Intrigen der beiden Kontrahenten platzt Ohrmanns großer Auftrag und er muss erkennen, dass er noch viel mehr verloren hat als seinen aktuellen Auftrag und nun eigentlich ganz allein dasteht. Er bereut sein Tun und hofft, dass ihm auch seine Frau verzeihen und zu ihm zurückkommt wird.

## Hintergrund
Marga Engel kocht vor Wut wurde vom 11. Juli 2002 bis zum 7. August 2002 in Leipzig und Umgebung gedreht. Produziert wurde der Film von der Neuen Deutschen Filmgesellschaft.

## Kritik
Rainer Tittelbach von tittelbach.tv wertete: „Marga Engel kocht mal wieder vor Wut. Diese Geschichte hat etwas von einem modernen Märchen, die Dramaturgie ist reinstes Kasperletheater und die Tonlage ist geprägt von einer herzwärmenden Naivität. Doch Sägebrecht zwingt die gröbsten Klischees in die Knie.“ Allerdings ist „die Story fast nur Vorwand für einen munteren Schlagabtausch zwischen Kasperle/Großmutter, vereint in Sägebrechts Köchin, und dem Krokodil, das nach allem schnappt und am Ende doch große, dicke Tränen kullern lässt. Der Film von Michael Günther ist das, was man am treffendsten mit launiger Lärm um nichts bezeichnen könnte.“
Kino.de urteilte ähnlich: „‚Marga Engel kocht vor Wut‘ meidet im flotten Tempo allzu seichtes Fahrwasser. Amüsant, wie aus einer Intrige gleich die nächste gesponnen wird. Und so bezieht der Film trotz unausgegorener Geschichtsauflösung sein Leben nicht allein aus den starken schauspielerischen Leistungen. Zuvorderst stehen Marianne Sägebrecht als unerschütterliche Streiterin für Recht und Gerechtigkeit, Michael Gwisdek als zaudernder, aber stets um Contenance bemühter Adjutant und Günter Berger, der als hinterhältiger Geschäftsmann und Fremdgänger der blanken Abgründigkeit das adäquate Gesicht verleiht.“
Die Kritiker der Fernsehzeitschrift TV Spielfilm zeigten mit dem Daumen zur Seite und vergaben für Humor zwei und für Spannung einen von drei möglichen Punkten. Sie resümierten: „Leichte, manchmal allzu leichte Kost“.